# The Mighty Jungle
The Mighty Jungle (Había una vez en la selva poderosa para Hispanoamérica) es una serie para niños preescolares hecha con títeres. Es coproducida por Halifax Film, Decode Entertainment y Canadian Broadcasting Corporation.

## Sinopsis
Babu el suricata, con sus amigos Bruce el gorila y Rhonda la hipopótamo, explorarán muchas de las cuestiones de los niños en la primera infancia: el miedo a hacer el ridículo, las ganas de ganar, entre otras situaciones. Generalmente, se interrumpe la acción real de los personajes para mostrar niños de entre 2 y 5 años contando ellos lo que va pasando en la historia de los títeres.

## Emisión internacional
- Canadá: CBC Television
- Estados Unidos: PBS Kids Sprout
- Latinoamérica: Playhouse Disney Channel